# Tatra T3G

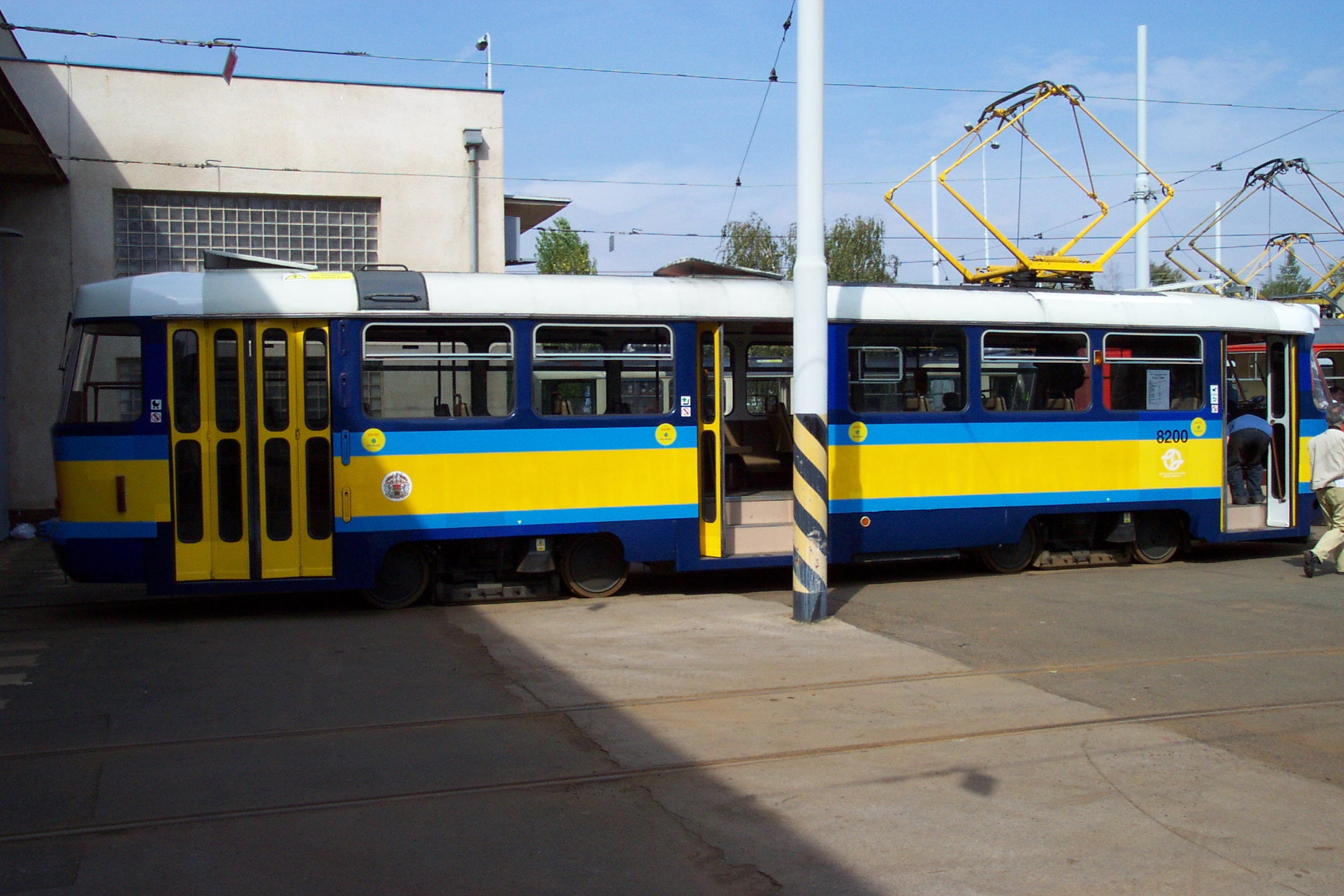
Pražská tramvaj T3G v Ústředních dílnách v Hostivaři

Tatra T3G je typ tramvaje, který vznikl modernizací československé tramvaje T3.

## Historie
Na úspěšnou modernizaci T3M z přelomu 70. a 80. let minulého století navázal v 90. letech typ T3G. Elektrickou výzbroj TV8 s GTO tyristory vyvíjela firma ČKD Trakce ve spolupráci s pražským dopravním podnikem. První výzbroj byla dokončena v roce 1991 a byla osazena do pražské tramvaje T3 evidenčního čísla 6551. Později byl vůz přečíslován na ev.č. 8201 a od roku 1994 jezdil ve zkušebním provozu s cestujícími. Odstaven byl v roce 1996, sešrotován až v roce 2003.
Sériová výroba výzbrojí TV8 probíhala v letech 1992 až 1997. Největším odběratelem se stal drážďanský dopravní podnik, kde se výzbroj TV8 stala základem modernizace tramvají T4D. V polovině 90. let byly tyto výzbroje taktéž dosazeny do nových vozových skříní, které byly dodány do Ostravy. Tyto de facto nové vozy nebyly nijak zvlášť označeny (na rozdíl od pražských T3M a T3M.2-DVC).

## Modernizace
Rozdíly v modernizacích na typ T3G u různých dopravních podniků jsou značné, spojovacím prvkem je však výzbroj TV8. Někde došlo pouze dosazení výzbroje (Bratislava, Brno, Plzeň, Ostrava, pražský vůz ev.č. 6551), někde byla rekonstruována celá tramvaj (Liberec, Ostrava, pražský vůz ev.č. 8200), někde byla postavena nová tramvaj (Ostrava).

## Dodávky tramvají
V roce 1990 bylo vyrobeno 20 tramvají Tatra T3G pro Ostravu.
| Současný stát | Město   | Článek | Typ | Roky dodávek | Počet vozů | Evidenční čísla při dodání | Poznámky | Zdroj |
| ------------- | ------- | ------ | --- | ------------ | ---------- | -------------------------- | -------- | ----- |
| Česko         | Ostrava | článek | T3G | 1990         | 20         | 1028–1047                  |          | [ 1 ] |

Dalších 83 vozů vzniklo přestavbou starších tramvají.
| Současný stát | Město      | Článek | Typ | Roky modernizací | Počet vozů | Evidenční čísla po rekonstrukci | Poznámky | Zdroj |
| ------------- | ---------- | ------ | --- | ---------------- | ---------- | ------------------------------- | -------- | ----- |
| Česko         | Brno       | článek | T3G | 1992–1999        | 38         | viz přehled                     |          | [ 2 ] |
| Česko         | Liberec    | článek | T3G | 1995             | 1          | 54                              |          | [ 3 ] |
| Česko         | Ostrava    | článek | T3G | 1994–1998        | 26         | viz přehled                     |          | [ 1 ] |
| Česko         | Plzeň      | článek | T3G | 1994–1995        | 4          | 239, 240, 274, 275              |          | [ 4 ] |
| Česko         | Praha      | článek | T3G | 1991–1994        | 2          | 8200, 8201                      |          | [ 5 ] |
| Slovensko     | Bratislava | článek | T3G | 1993–1997        | 12         | 7835–7846                       |          | [ 6 ] |

Čísla vozů
- Brno: 1604–1614, 1616, 1617, 1619, 1621, 1624–1626, 1631, 1634–1652
- Ostrava: 710, 718, 931, 935, 939, 943, 969, 978, 980–982, 984, 985, 988, 989, 992, 993, 997, 1001, 1005, 1009, 1013, 1014, 1017, 1018, 1022